# سويقة نخامية
السُّوَيقَةُ النُّخَامِيَّة تعرف أيضا بالسويقة القمعية أو ببساطة القمع وهي الوصلة بين تحت المهاد والغدة النخامية الخلفية حيث تستطيل أرضية البطين الثالث لأسفل لتكون الردب القمعي (infundibular recess) بداخل القمع حيث تتصل قمة الغدة النخامية.
تمر خلال الأم الجافية للحجاب السرجي حيث تحمل محاور الخلايا العصبية الإفرازية كبيرة الحجم من تحت المهاد للغدة النخامية الخلفية حيث تفرز الهرمونات النخامية العصبية، الأوكسيتوسين، والفازوبرسين في الدم.
يسمى هذا الاتصال بالسبيل الوطائي النخامي أو السبيل الوطائي النخامي العصبي.

## الانضغاط
كان هناك اعتقاد بأن السويقة النخامية من الممكن أن تنضغط نتيجة أورام تنشأ في السرج التركي ونتيجة لهذا يحدث فرط برولاكتين الدم. تسمى هذه الظاهرة بالتأثير القمعي أو متلازمة انضغاط السويقة النخامية.

## صور إضافية

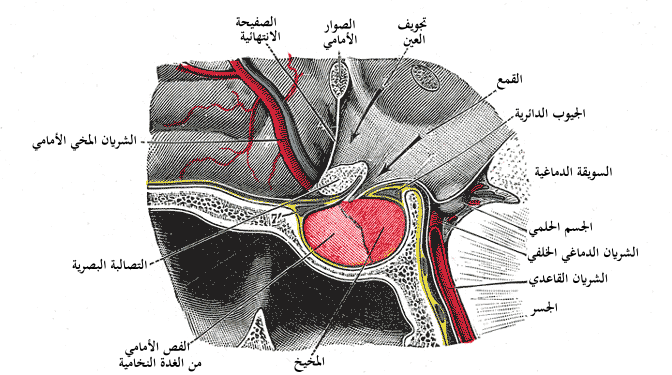
مقطع في الغدة النخامية يظهر السويقة القمعية.